# Булев
Булев (укр. Булів) — село на Украине, находится в Народичском районе Житомирской области.
Код КОАТУУ — 1823787402. Население по переписи 2001 года составляет 0 человек. Почтовый индекс — 11404. Телефонный код — 4140. Занимает площадь 0,193 км².

## Адрес местного совета
11406, Житомирская область, Народичский р-н, с.Селец